# Kalendarz szwedzki

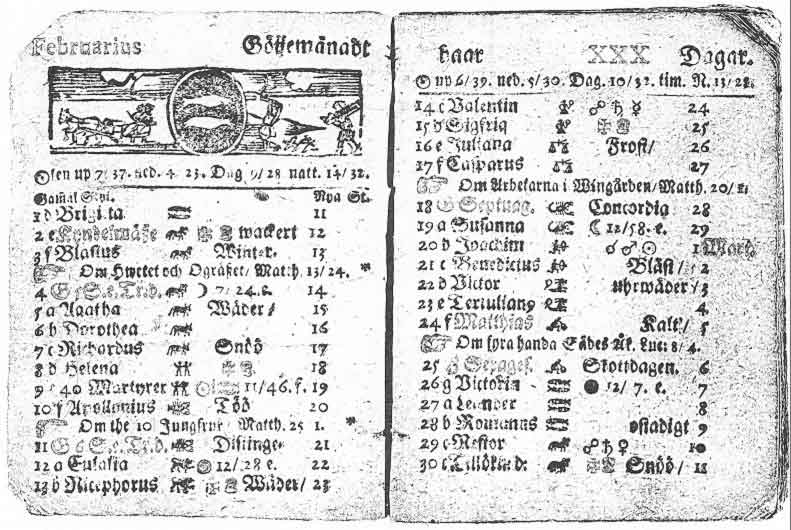
Rycina przedstawiająca kalendarz szwedzki z dniem 30 lutego; napis Tillökad obok tej daty oznacza dodatkowy (dodany)

Kalendarz szwedzki – wariant kalendarza juliańskiego, przesunięty względem niego o jeden dzień, używany w Szwecji od 1 marca 1700 do 30 lutego 1712 roku.
Inaczej niż wiele krajów katolickich, protestancka Szwecja nie przyjęła kalendarza gregoriańskiego w XVI wieku. W chwili jego wprowadzenia dekretem papieskim z 1582 różnica między nim a wcześniej obowiązującym kalendarzem juliańskim wynosiła 10 dni, z czasem powiększyła się do 11 dni. Ostatecznie w końcu XVII wieku szwedzkie władze podjęły decyzję o przejściu na nowy system liczenia czasu. Jednak, inaczej niż inne kraje protestanckie przyjmujące w tym okresie kalendarz gregoriański, Szwecja postanowiła nie dodawać od razu 11 dni w jednym roku, a rozłożyć to przejście w czasie: omijając wszystkie dni przestępne pomiędzy 1700 a 1740 rokiem. Do 1740 miano również obchodzić Wielkanoc zgodnie z kalendarzem juliańskim, po czym miano przesunąć święta na datę wynikającą z wyliczeń szwedzkich astronomów. Reforma kalendarzowa objęła także zależną od Szwecji Finlandię, ale nie szwedzkie posiadłości w krajach niemieckich, które – podobnie jak reszta krajów protestanckich – przyjęły kalendarz gregoriański w 1700 roku.
Faktycznie w lutym 1700 pominięto w kalendarzu datę 29 lutego, jednak wkrótce zaczęła się Wielka Wojna Północna, w związku z którą o przesunięciu kalendarza zapomniano w roku 1704 i 1708. Powstał w ten sposób osobny kalendarz szwedzki, przesunięty zarówno względem juliańskiego, jak i gregoriańskiego. Problem spróbowano naprawić w 1712 przyjmując na powrót kalendarz juliański i dodając w lutym dodatkowy, 30. dzień. 30 lutego w kalendarzu szwedzkim odpowiadał dacie 29 lutego w kalendarzu juliańskim i 11 marca w gregoriańskim. Ostatecznie, zgodnie z pierwotnym planem, w 1740 Szwecja zaczęła obchodzić święta wielkanocne zgodnie z wyliczeniami własnych naukowców, w innym terminie niż reszta krajów katolickich i protestanckich. W 1753 ostatecznie przyjęła kalendarz gregoriański w najprostszy sposób, poprzez opuszczenie ostatnich 12 dni lutego: po 17. nastąpił od razu 1 marca. Własnego terminu świąt wielkanocnych używano w Szwecji i krajach od niej zależnych aż do 1844, kiedy przyjęto rozwiązania stosowane w innych krajach.